# Bebedouro
Bebedouro es un municipio brasileño del estado de São Paulo. Se localiza a una latitud 20°56′58″ Sur y a una longitud 48º28'45" Oeste, estando a una altitud de 573 metros. Situada en la región Norte del estado de São Paulo, forma parte de la microrregión de la Sierra de Jaboticabal y de la mesorregión de Ribeirão Preto.

## Historia
- Fundación: 3 de mayo de 1884

El origen del nombre del municipio es debido a un río llamado "Bebedor", que, en el siglo XIX, era posada para troperos y peones.
El 30 de noviembre de 1903, Bebedouro incorporó el distrito de Monte Azul Paulista, el 31 de agosto de 1922 los distritos de Botafogo, y Turvínia (o Turvínea). El 22 de diciembre de 1914, Monte Azul se desmembró de Bebedouro, y el 30 de noviembre de 1938 el distrito de Turvínea fue extinto y creado nuevamente el 30 de noviembre de 1944.
Un factor que aceleró el crecimiento de Bebedouro fue la inauguración de la estación ferroviaria Paulista en 1902 como punto final de la línea troncal junto con la estación Andes (hoy un poblado urbanizado del municipio) y Mandembo. En 1909 a línea fue extendida hasta Barretos. En 1916, se inaugura la estación Arenas o Arena (también conocida como Santa Irente), hoy demolida.

## Economía
Bebedouro posee actualmente uno de los más altos índices de desarrollo humano (IDH) del país, mostrado también una alta Renta per cápita de R$ 39.112 en 2007 según el IBGE , debido principalmente su parque industrial, en el cual se destacan industrias de jugo de naranja, de óleos vegetales, de fertilizantes, carrocerías y prendas de vestir. Bebedouro posee 1.596 Empresas, 126 Industrias, 1.144 en el comercio, 16 Agencias Bancarias y 10 Empresas de Hospedage. Bebedouro es privilegiado por su localización estratégica y con una estructura desarrollada.
Como actuación destacada para la citricultura, sobre todo en las décadas de 1970 y 1980, Bebedouro se tornó conocida internacionalmente como la "Califórnia Brasilera". Actualmente (2008), con aproximadamente 80 mil habitantes, Bebedouro despunta como un municipio en pleno desarrollo, con una economía enfocada en el agronegócio y amplio potencial para negocios.

## Ocio

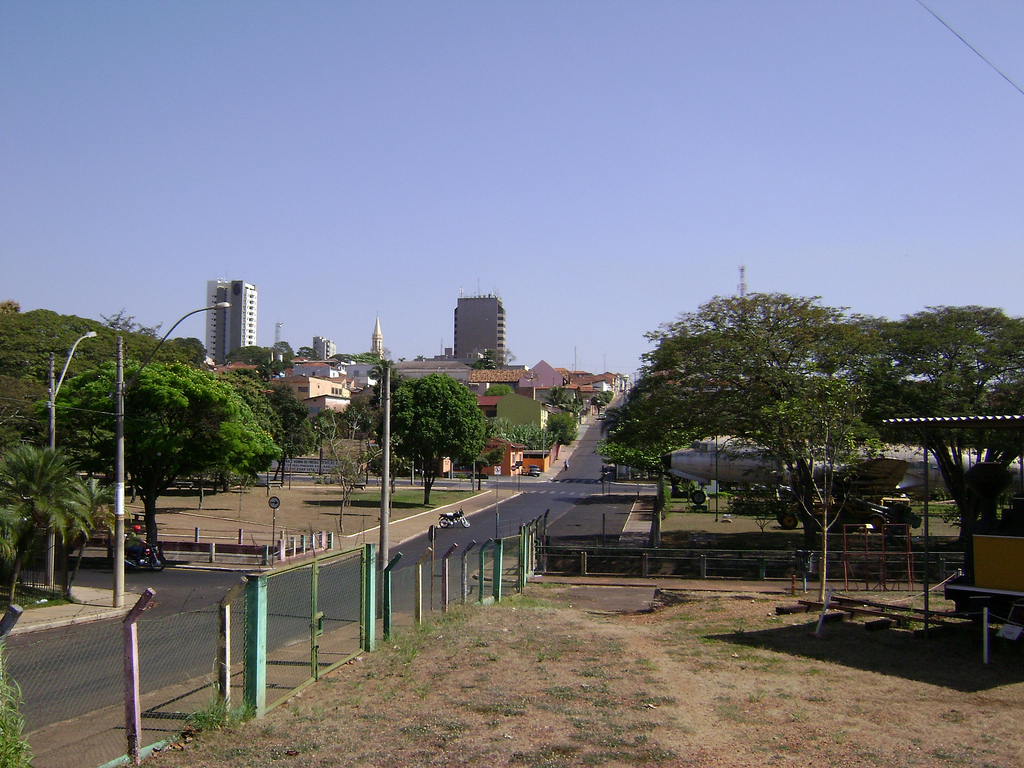
Bebedouro vista del Museo Eduardo André Matarazzo.

En el área de ocio, se destacan el Parque Ecológico, el Parque Sinésio Junqueira Franco, el Huerto Municipal, 47 plazas, cinco centros sociales urbanos y el Parque Centenario. Este último conocido también como "Región del Lago", con sambódromo, cuadras polidesportivas, campos de fútbol, pista de "skate", además de diversos bares a lo largo del parque. La ciudad posee también diversas pizzerías, restaurantes, choperías, cuatro hipermercados, dos discotecas, y dos centros comerciales, el Bebedouro Shopping Center y la Gald Galería. El Shopping cuenta con más de cincuenta comercios, cine, patio de comidas, banco, pub, hotel cuatro estrellas y supermercado. La
Gald Galería cuenta con cinco comercios, un café, un escritório del tarjeta Cabal y una agencia franqueada de los Correos.

## Cultura

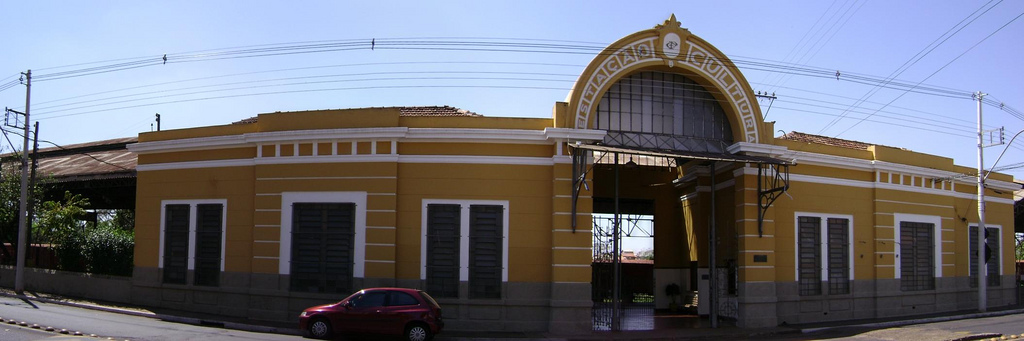
Antigua Estación Ferroviaria, actual Estación Cultura.

En términos de opción cultural, hay un teatro municipal, una sala de cine, una estación cultural, y dos museos: el histórico y el de los ferroviarios. Antiguamente también existía el museo del automóvil, conocido también como "Museo Matarazzo" (oficialmente: Museo de Armas Vehículos y Máquinas Eduardo André Matarazzo), poseía un gran archivo de automóviles, aviones, locomotoras, tanques de guerra y armas antiguas. Una importante pieza del museo es el avión que trajo la Selección Brasilera, campeona en la Copa del Mundo de 1958, de vuelta de Suecia. Cerró sus puertas en el año 2017.

## Salud
Posee tres hospitales (Santa Casa - Unimed II; Samaritano - Unimed I; y Hospital Municipal Júlia Pinto Caldeira), trece puestos de salud (2 unidades básicas de salud, 4 conglomerados que incluyen unidad básica de salud y programa salud de la familia, y 7 programas de salud de la familia), un laboratorio municipal de salud pública, un ambulatorio de especialidades, un ambulatorio de salud mental, un hemocentro, un listo socorro (anexo al Hospital Júlia Pinto Caldeira), un listo socorro infantil (Listo Socorro Dr. Pedro Paschoal), y un centro de combate al cáncer (Fundación Abílio Alves Marqués).

## Educación
Posee 8 escuelas municipales de educación fundamental, 7 escuelas estatales de educación fundamental, 4 escuelas estatales de educación fundamental y media, 16 escuelas particulares de educación fundamental y media (incluye a APAE y tres escuelas de educación técnica), 4 escuelas municipales de educación infantil (excluindo aquellas anexas a escuelas de educación fundamental), 4 escuelas particulares de educación infantil, 6 centros de educación complementaria, 13 guarderías municipales, y dos centros universitarios (FAFIBE y IMESB).

## Religión
Posee diversos centros religiosos, incluyendo católicos, evangélicos y espiritista. La Iglesia Católica divide el municipio en 8 parroquias (San Juan Batista, Nuestra Señora Aparecida, Sagrado Corazón de Jesús, Santo Fray Galvão, Santo Inácio de Loyola, São Judas Tadeu, São Pedro Claver y Nuestra Señora Aparecida de Botafogo).

## Geografía
Posee un área de 682 511 km².
Bebedouro limita al norte con Colina; al este con Tierra Roxa, Viradouro y Pitangueiras, al sur con Taquaral, Taiúva, Taiaçu, Pirangi y Paraíso, y al oeste con Monte Azul Paulista.
El municipio posee, además del distrito sede, dos distritos: Botafogo (2500 habitantes) y Turvínia* (mil habitantes), además de dos pequeños poblados: uno de naturaleza urbana, Poblado de Andes** (cerca de 500 habitantes), y otro de naturaleza rural, Poblado de Arenas (menos de 100 habitantes).
El municipio está entre dos subcuencas hidrográficas: la del río Turvo y la del Pardo/Moji-Guaçu. La sede del municipio (ciudad) es cortada por pequeños ríos: Bebedouro, Consulta y Parati. El Consulta al pasar por el centro de la ciudad, se transforma en un gran lago artificial, con dos kilómetros de longitud.
El municipio tiene una altura entre 550 y 600 m, localizado en el valle del Río Grande, en la región del Meseta Paulista.

### Demografía
Censo de 2000
- población: 74.815
  - Urbana: 69.964
  - Rural: 4.851
    - Hombres: 36.900
    - Mujeres: 37.915
- Densidad demográfica (hab./km²): 109,62
- Mortalidad infantil hasta 1 año (por mil): 10,35
- Expectativa de vida (años): 74,48
- Tasa de fertilidad (hijos por mujer): 2,11
- Tasa de Alfabetización: 92,37%
- Índice de Desarrollo Humano (IDH-M): 0,819
  - IDH-M Salario: 0,746
  - IDH-M Longevidad: 0,825
  - IDH-M Educación: 0,887

(Fuente: IPEAFecha)

## Administración
- Alcalde: João Batista Bianchini (2009/2012)
- Vicealcalde: João Gustavo Spido.
- Presidente de la cámara: Carlos Renato Serotine (Tota) (2011/2012)